# Локомотивный (Челябинск)
Локомоти́вный — бывший посёлок городского типа, ныне городской посёлок-микрорайон в Советском районе Челябинска в юго-западном направлении города.

## История
Основан как посёлок железнодорожников в начале XX века. Название возникло от одноимённого названия железнодорожной станции. В основном посёлок был развит в годы Великой Отечественной войны и в последующие годы.
Прежние названия: Железнодорожный.

## Объекты
- Детский сад № 8
- Филиал муниципального бюджетного общеобразовательного учреждения «Средняя общеобразовательная школа № 53 г. Челябинска имени 96-й Шуменской танковой бригады Челябинского комсомола»[2]
- «Амбулатория Локомотивного посёлка» некоммерческого учреждения здравоохранения "Дорожная клиническая больница на станции Челябинск ОАО «РЖД»[3]
- Технический парк ОАО «ФПК»
- Главный материальный склад ЮУЖД
- Оборотное локомотивное депо
- Вагоноремонтное грузовое депо
- База Дирекции по ремонту и эксплуатации путевых машин (ДРЭПМ) ЮУЖД
- Челябинский опытный завод путевых машин имени Балашенко (ОЗПМ) ЮУЖД
- Агробиологическая станция ЧГПУ
- Рынок «Уральский привоз»

## Транспорт
Рядом с посёлком проходят железные дороги на направлениях: западном на Златоуст (станции «Локомотивная 1», «Подстанция»), южном на Троицк (станция «Локомотивная 2», остановочный пункт «4 км») и автодорога E 123 (Троицкий тракт).
Посёлок связан с центральной частью города внутригородским автобусным (автобусы и маршрутные такси) и пригородным железнодорожным (электрички) сообщением.